# 八重洲ダイビル
八重洲ダイビル（やえすダイビル）とは、日本の東京都中央区京橋一丁目にある建築物である。旧称は八重洲大阪ビルヂング、大阪ビルヂング（八重洲口）。

## 沿革
大阪・中之島の大阪ビルディング、東京・内幸町の大阪ビルディング東京分館ならびに大阪・堂島浜の新大阪ビルディングなどを建築・保有し営業活動を行っていたかつての大阪建物（現・ダイビル）会社が大阪商船会社より取得した地所において建設を企て、1964年（昭和39年）12月28日より建設に着手され、1967年（昭和42年）8月25日竣工となった。
当初名称は「大阪ビルヂング（八重洲口）」とされたが、1984年（昭和59年）1月1日「八重洲大阪ビルヂング」と改称されたことを経て、1989年（昭和64年）1月1日をもって現名称に改められた。
2022年に建て替えのため閉鎖。2025年に建て替え完了予定。

## 建築概要
設計は村野・森建築事務所の村野藤吾がこれにあたった。屋上緑化がなされている。1969年（昭和44年）10月第10回建築業協会賞受賞。2019年にDOCOMOMO JAPAN選定 日本におけるモダン・ムーブメントの建築に選定されている。